# II-67 «Тишинская»
II-67 «Тишинская» — одна из типовых серий жилых домов в СССР. Здание возводилось с внутренним сборным железобетонным каркасом и наружными несущими стенами из керамического кирпича. Относится к так называемым «брежневкам», которые возводились в период с 1976 по 1984 год.

## Описание
Название «Тишинская» серия получила благодаря Малому Тишинскому переулку, в котором был возведен первый дом этой серии. Разработана под руководством архитектора Ефима Петровича Вулыха. Отличительные характеристики домов серии II-67 «Тишинская»: наружные кирпичные стены толщиной 510 мм, обладающие хорошей звуко- и теплоизоляцией в сравнении с блочными и панельными домами; однокомнатные квартиры имеют кладовку, большую кухню и лоджию. Из недостатков можно отметить небольшие прихожие и кухни в двухкомнатных и трехкомнатных квартирах.
Данная серия по качеству считается одной из самых лучших для своего периода. Конструктивные характеристики домов типовой серии II-67 «Тишинская» практически идентичны сериям II-67 «Москворецкая», II-67 «Смирновская» и Башня Вулыха. Все данные серии относились к советскому жилью повышенной комфортности, в которое заселялось начальство, военные руководители, отдельные творческие личности и т. д.
Так как несущим внутри здания является только железобетонный каркас, то все остальные стены относятся к не несущим перегородкам, что даёт достаточно большой творческий простор дизайнерам при перепланировке квартир. В наружных кирпичных стенах также применялся слой утеплителя в виде плит пенополистрирола. В то время такое утепление применялось повсеместно, а сейчас для жилищного строительства уже запрещено, так как при пожаре из пенополистирола выделяются вредные продукты горения, которые приводят к быстрому отравлению человека этими парами.

## Основные характеристики
| Количество секций (подъездов) | 1                                        |
| Этажность                     | 12                                       |
| Высота потолков               | 2,7 м                                    |
| Лифты                         | 2 грузопассажирских и 1 пассажирский     |
| Балконы                       | во всех квартирах имеются лоджии         |
| Количество квартир на этаже   | 6                                        |
| Перспектива сноса             | Сносу не подлежат, капремонта не требуют |

## Площади квартир
| Комнатность          | Общая, м² | Жилая, м² | Кухня, м² |
| 1-комнатная квартира | 41        | 18,5      | 10,8      |
| 2-комнатная квартира | 48,6—49,2 | 27,4—29   | 7,2—8,2   |
| 3-комнатная квартира | 68,2      | 44,8      | 7,6       |

## Строительные конструкции
| Лестницы                 | Сборные железобетонные |
| Мусоропровод             | загрузочный клапан между этажами |
| Вентиляция               | естественная вытяжная в кухнях и в санузлах |
| Наружные стены           | Выполнены из керамического полнотелого кирпича толщиной 510 мм |
| Межкомнатные перегородки | гипсобетонные панели толщиной 8 см |
| Межквартиные перегородки | Сдвоенные гипсобетонные панели толщиной 8 см со звукоизоляционным воздушным зазором в 4 см, общая толщина 20 см                                                                                              |
| Междуэтажные перекрытия  | Подвальные и чердачные — из сборных ребристых железобетонных плит толщиной 30 см, межэтажные — из сборных железобетонных многопустотных панелей толщиной 22 см с опиранием на балки и наружные несущие стены |
| Внутренние опоры         | Сборные железобетонные колонны сечением 400×600 мм |
| Балки                    | Сборные железобетонные балки сечением 400×600 мм с опиранием на внутренние несущие колонны и наружные кирпичные стены                                                                                        |
| Несущие конструкции      | Внутренний железобетонный каркас, наружные кирпичные стены и межэтажные плиты перекрытий |
| Тип кровли               | плоская рулонная |

## Примечание
1. ↑  Шерешевский И.А. Конструкции гражданских зданий. — М.: Архитектура-С, 2005.
2. ↑  I-67 Башня Москворецкая. Дата обращения: 15 сентября 2024. Архивировано 15 сентября 2024 года.
3. ↑  Согласование перепланировки квартиры в серии Башня Вулыха